# Brook Benton
Brook Benton, (Lugoff vagy Camden, 1931. szeptember 19. – Queens, 1988. április 9.) amerikai énekes, dalszerző. Az 1950-es évek végén és az 1960-as évek elején népszerű volt a rock and roll, a rhythm and blues és a popzenei közönség körében is. Benton több mint 50 Billboard-slágert szerzett. Más előadóknak is írt dalokat.

## Pályafutása
Brook Benton a dél-karolinai Lugoffban tanult a Jackson High Schoolban. Ez idő alatt az Efuces Methodist Church kórusában énekelt, majd csatlakozott a Camden Jubilee Singers gospelkórushoz. 1948-ban teherautó-sofőrként New Yorkba költözött, ahol tagja lett a Jerusalem Stars gospelkórusnak, amelyet a The Drifters leendő tagja, Bill Pinkney vezetett. Benton 1955-ben megalapította a The Sandmen rhythm and blues együttest, amellyel az Okeh Records lemezcégnél két lemezt is rögzített − amelyek producere az akkor 22 éves Quincy Jones volt. 1956-ban Brook Benton kiadta első szólólemezét az Okeh-nál Bring Me Love / Some of My Best Friends címmel. Ugyanebben az évben Little Richarddal és Chuck Berryvel  szerepelt a „Mr. Rock'n Roll” című zenés filmben.
Ezt követte két kislemez az Epic Recordsnál, és négy lemez a Vik Records cégnél (1957, 1958). A Vik Recordsszal 1958-ban „A Million Miles from Nowhere” a Billboard Hot 100-on a 82. lett.
Ezzel egyidőben Benton csatlakozott Clyde Otis dalszerző csapatához, és megírta a „Looking Back for Nat King Cole” című slágert (Billboard No. 6), és az „A Lover's Question" Clyde McPhatter számára”.
1958 végén hosszú távú szerződést írt alá a Mercury Records-szal. Már az első Mercury kislemeze is hatalmas sikert aratott: az „It's Just a Matter of Time” című dal a Hot 100-on No. 3., a rhythm and blues listákon pedig az 1. helyet érte el. A kislemezből több mint egymillió példány kelt el. Az Endlessly című produkcióval 1959-ben felkerültek a brit slágerlistákra, a New Musical Expressben 28. helyre.
1960-ban két kislemeze jelent meg a sikeres dzsessz- és bluesénekesnővel, Dinah Washingtonnal, amelyek bekerültek a Hot 100-ba. Az „A Baby” az 5. helyen volt, az „A Rockin' Good Way” pedig a hetediken. Mindkét szám az amerikai R&B lista élére került.
Az 1961-ben megjelent „The Boll Weevil Song” című dal újabb millió dolláros sikert ért el. Egy régi népdalfelfolgozás a 2. lett a Hot 100-ban; ez a R&B-listán is a 2.lett.
Nagy-Britanniában 1963-ban többször is nyilvánosan fellépett, például a The Beatles című tévéműsorban is. Egy évvel később Benton 25 000 dollárért egy hétig fellépett a New York-i Apollo Theatre-ben.
Számos amerikai televíziós sorozatban is szerepelt.
Benton utolsó Hot 100-as sikere a „Mother Nature, Father Time" volt. A „Rainy Night in Georgia"-ban a R&B slágerlisták 1. helyére került, és szintén millió dolláros siker lett.
Benton nyugodt stílusával és gazdag repertoárjával az Egyesült Államok egyik legsikeresebb balladaénekese lett. A New York-i Mary Immaculate kórházban 1988-ban halt meg agyhártyagyulladásban,  amikor tüdőgyulladásban már alaposan legyengült.

## Albumok
- 1959: Brook Benton at His Best!!!!
- 1959: It's Just a Matter of Time
- 1959: Endlessly
- 1960: Brook Benton
- 1960: I Love You in So Many Ways
- 1960: The Two of Us (Dinah Washington and Brook Benton)
- 1960: Songs I Love to Sing
- 1961: Golden Hits
- 1961: The Boll Weevil Song and 11 Other Great Hits
- 1961: If You Believe
- 1962: There Goes That Song Again
- 1962: Singing the Blues - Lie to Me
- 1963: Golden Hits, Vol. 2
- 1963: Best Ballads of Broadway
- 1964: Born to Sing the Blues
- 1964: On the Country Side
- 1964: This Bitter Earth
- 1965: The Soul of Brook Benton
- 1965: Mother Nature, Father Time
- 1966: The Boll Weevil Song and Other Great Hits
- 1966: That Old Feeling
- 1966: My Country
- 1966: Brook Benton
- 1967: Laura (What's He Got That I Ain't Got)
- 1969: Do Your Own Thing
- 1970: Brook Benton Today
- 1970: I Wanna Be with You
- 1970: Home Style
- 1971: The Gospel Truth
- 1972: Story Teller
- 1973: omething for Everyone
- 1975: Brook Benton Sings a Love Story
- 1976: This Is Brook Benton
- 1977: The Best of Brook Benton
- 1978: Hot and Sensitive
- 1979: Makin' Love Is Good for You
- 1983: Beautiful Memories of Christmas
- 1984: It's Just a Matter of Time: His Greatest Hits
- 1985: Memories Are Made of This
- 1986: Brook Benton's Best
- 1986: The Brook Benton Anthology (1959-1970)

## Fordítás
Ez a szócikk részben vagy egészben  a   Brook Benton című német Wikipédia-szócikk ezen változatának fordításán alapul.  Az eredeti cikk szerkesztőit annak laptörténete sorolja fel. Ez a jelzés csupán a megfogalmazás eredetét és a szerzői jogokat jelzi, nem szolgál a cikkben szereplő információk forrásmegjelöléseként.